# Utmp
utmp, wtmp, btmp і такі варіанти, як utmpx, wtmpx і btmpx — це файли в Unix-подібних системах, які відстежують усі входи в систему та виходи із системи.

## Формат

### utmp, wtmp і btmp
- utmp веде повний облік поточного стану системи, часу завантаження системи, запис входу користувачів, виходи, системні події тощо.
- wtmp діє як історичний utmp
- btmp записує невдалі спроби входу

Ці файли не є звичайними текстовими файлами, а скоріше двійковим форматом, який потрібно редагувати спеціально створеними програмами. Реалізація та поля, присутні у файлі, відрізняються залежно від системи або версії libc і визначаються у заголовному файлі utmp.h. Формати wtmp і btmp точно такі ж, як utmp, за винятком того, що нульове значення для «ім'я користувача» вказує на вихід із системи на пов'язаному терміналі (справжнє ім'я користувача знаходиться за допомогою попереднього входу на цьому терміналі). Крім того, значення «~» як ім'я термінала з іменем користувача «shutdown» або «reboot» вказує на вимкнення або перезавантаження системи (відповідно).
Ці файли не встановлюються жодним модулем PAM (наприклад, pam_unix.so або pam_sss.so), але встановлюються програмою, яка виконує операцію (наприклад, mingetty, /bin/login або sshd). Таким чином, сама програма зобов'язана записувати інформацію utmp

### utmpx, wtmpx і btmpx
Utmpx і wtmpx є розширеннями оригінальних utmp і wtmp, що походять від Sun Microsystems. Utmpx вказано в POSIX. Файли utmp, wtmp і btmp ніколи не були частиною жодного офіційного стандарту Unix, наприклад Single UNIX Specification, тоді як utmpx та відповідні API є його частиною. Хоча деякі системи створюють інші новіші файли для варіантів utmpx і мають застарілі формати, це не завжди так. Наприклад, Linux використовує структуру utmpx замість старої файлової структури

## Розміщення
Залежно від системи ці файли зазвичай можна знайти в різних місцях (перелік неповний): 
Linux:
/var/run/utmp
/var/log/wtmp
/var/log/btmp
Solaris:
/var/adm/utmp (deprecated), /var/adm/utmpx
/var/adm/wtmp (deprecated), /var/adm/wtmpx
HP-UX:
/etc/utmp (deprecated), /etc/utmpx
/var/adm/wtmp (deprecated), /var/adm/wtmpx
/var/adm/btmp (deprecated), /var/adm/btmpx
FreeBSD 9.0 представила нові файли, додавши підтримку utmpx:
/var/run/utx.active (replaces utmp)
/var/log/utx.lastlogin (replaces lastlog)
/var/log/utx.log (replaces wtmp)

## Пов'язані команди
Різні команди дозволяють користувачам переглядати інформацію, збережену в цих файлах, у тому числі: who (яка показує поточних користувачів системи), last (яка показує останніх користувачів) і lastb (яка показує останні невдалі спроби входу, для Linux).